# Tour Majunga
La tour Majunga est un immeuble de bureaux situé dans le quartier d'affaires de La Défense à Puteaux (Hauts-de-Seine, France).
L'architecte de cette tour nouvelle génération est Jean-Paul Viguier. Son développeur et promoteur est Unibail-Rodamco. La tour est inaugurée le 25 septembre 2014.
Unibail-Rodamco a signé un premier bail de longue durée avec Axa Investment Managers portant sur les dix-huit premiers niveaux bas de la tour. Deloitte occupe les étages 21 à 39 de la tour.

## Projet
Le terrain sur lequel s'élève la tour Majunga a été acquis par le groupe Unibail-Rodamco en juillet 2006, sur l'esplanade sud de la Défense.
La construction de la tour Majunga, par Eiffage Construction, démarra à la fin du mois de janvier 2011 pour s'achever en juillet 2014. Le coût de la construction s'est élevé à 850 millions.
La tour Majunga est directement connectée à l'esplanade de la Défense par un hall d'entrée de 14 m de hauteur. Ses deux batteries d'ascenseurs desservent les trente-neuf étages de bureaux en superstructure. La surface de chaque étage varie entre 1 350 m2 et 1 550 m2 SUBL, pour une superficie totale de 67 200 m2 SUBL (restaurant inter-entreprises inclus).
Le 3 juillet 2019, Amundi Immobilier annonce l'acquisition, pour le compte de fonds qu'elle gère, de la tour Majunga aux côtés d'un consortium d'investisseurs emmenés par Mirae Asset Daewoo, pour un prix de 850 millions d'euros.

## Architecture

La façade sud de la tour avec ses nombreuses loggias.

L'architecture a été réalisée par le cabinet Jean-Paul Viguier et Associés, architecture et urbanisme, et a été pensée pour recréer du lien entre l'esplanade de la Défense et la commune de Puteaux.
La tour Majunga est en « rupture avec l'architecture monolithique » des tours d'anciennes générations. L'édifice apparaît comme trois plans accolés se déployant chacun à sa manière mais formant un tout. Les façades sont découpées de manière à abriter des jardins d'étages qui joueront un rôle de régulation thermique et à rompre la monotonie des niveaux. L'une des façades de la tour est biseautée avec un mouvement en forme de vague.
La tour Majunga est certifiée BREEAM « Excellent » et HQE « Excellent ». Elle est également labellisée BBC. Elle obtint en 2011 le Passeport Bâtiment durable de Certivéa, filiale du CSTB.
Majunga est la 1re tour en France à disposer d'une loggia ou d'un balcon offrant un accès à l'extérieur à chaque étage. La tour est également équipée d'ouvrants permettant d'accéder à l'air libre dans chaque bureau. De plus, les plafonds élevés et les façades bioclimatiques adaptées à l'orientation de la tour permettent de maximiser la pénétration de la lumière naturelle. La lumière du jour est perceptible dans tous les espaces.

## Design intérieur
Le design intérieur et la décoration de Majunga furent pensés par Saguez Workstyle, agence de conseil en architecture tertiaire et en aménagement des espaces de travail. Saguez apporta une nouvelle réflexion sur le marché de l'immobilier en conciliant espaces de travail et art de vivre.
Le design de Majunga fut imaginé pour faciliter les déplacements et les rencontres entre les collaborateurs grâce à des espaces repensés.

## Galerie de photographies du chantier

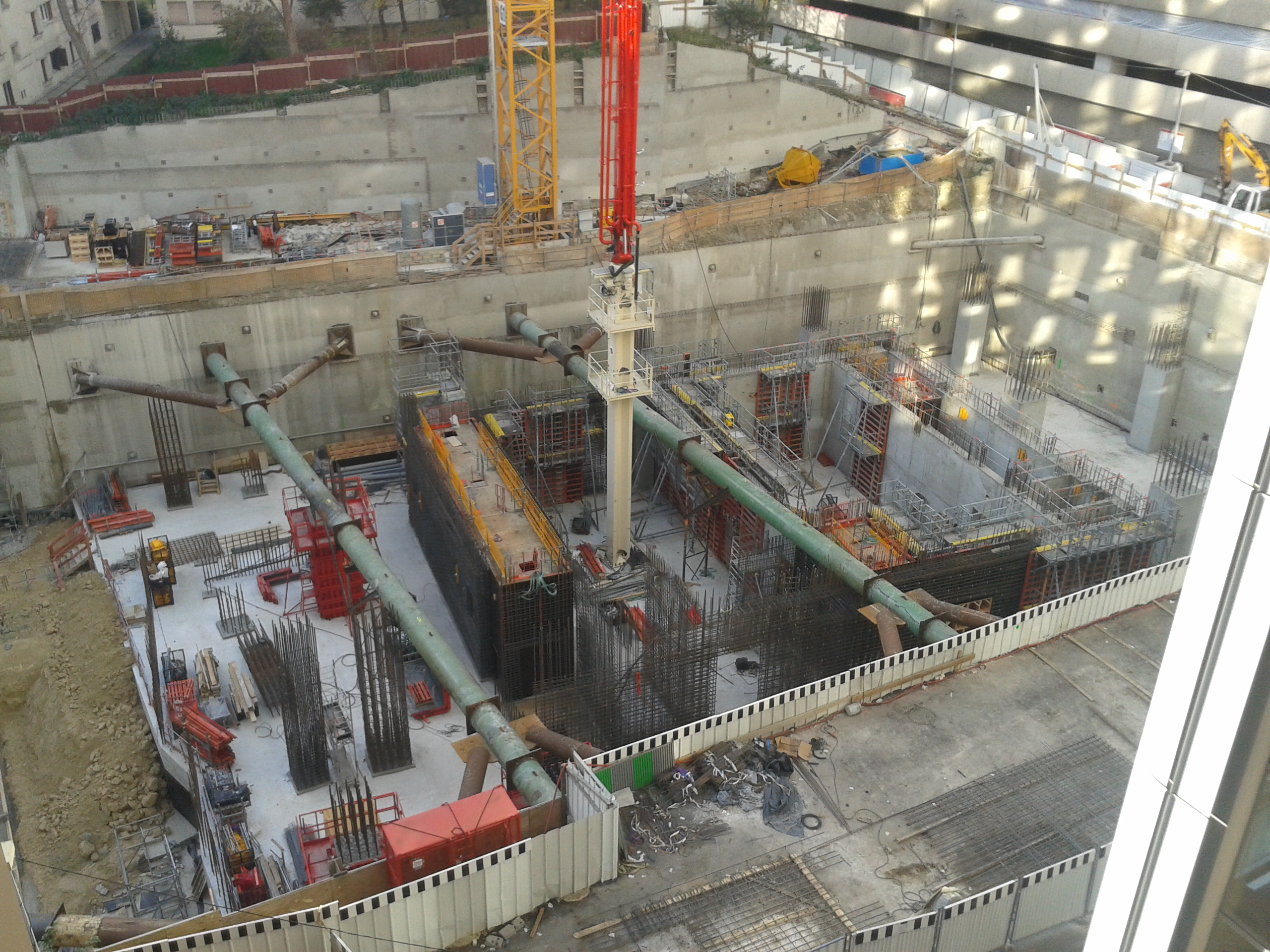
Début de la construction de la tour en novembre 2011.
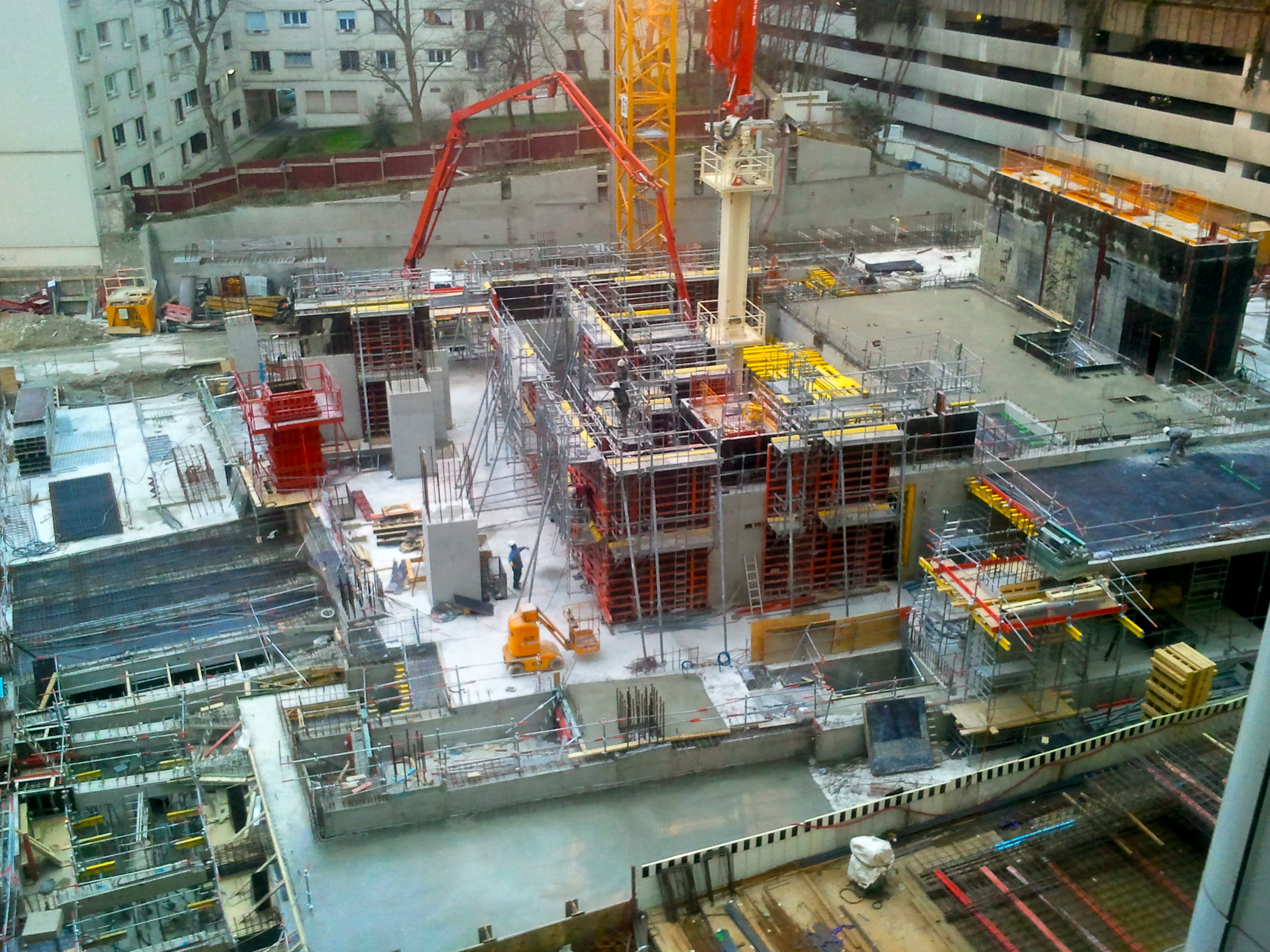
Mars 2012.
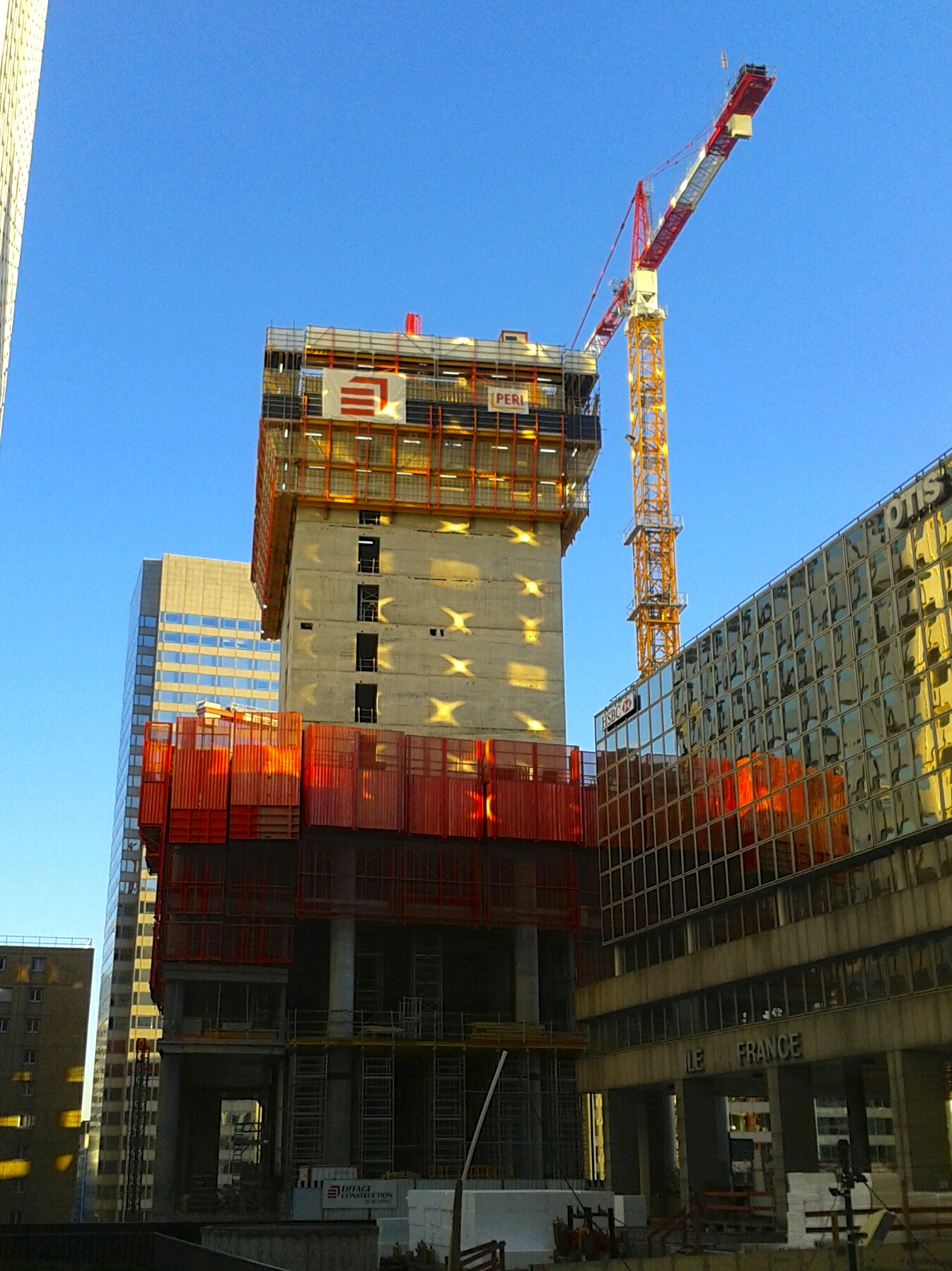
Décembre 2012.
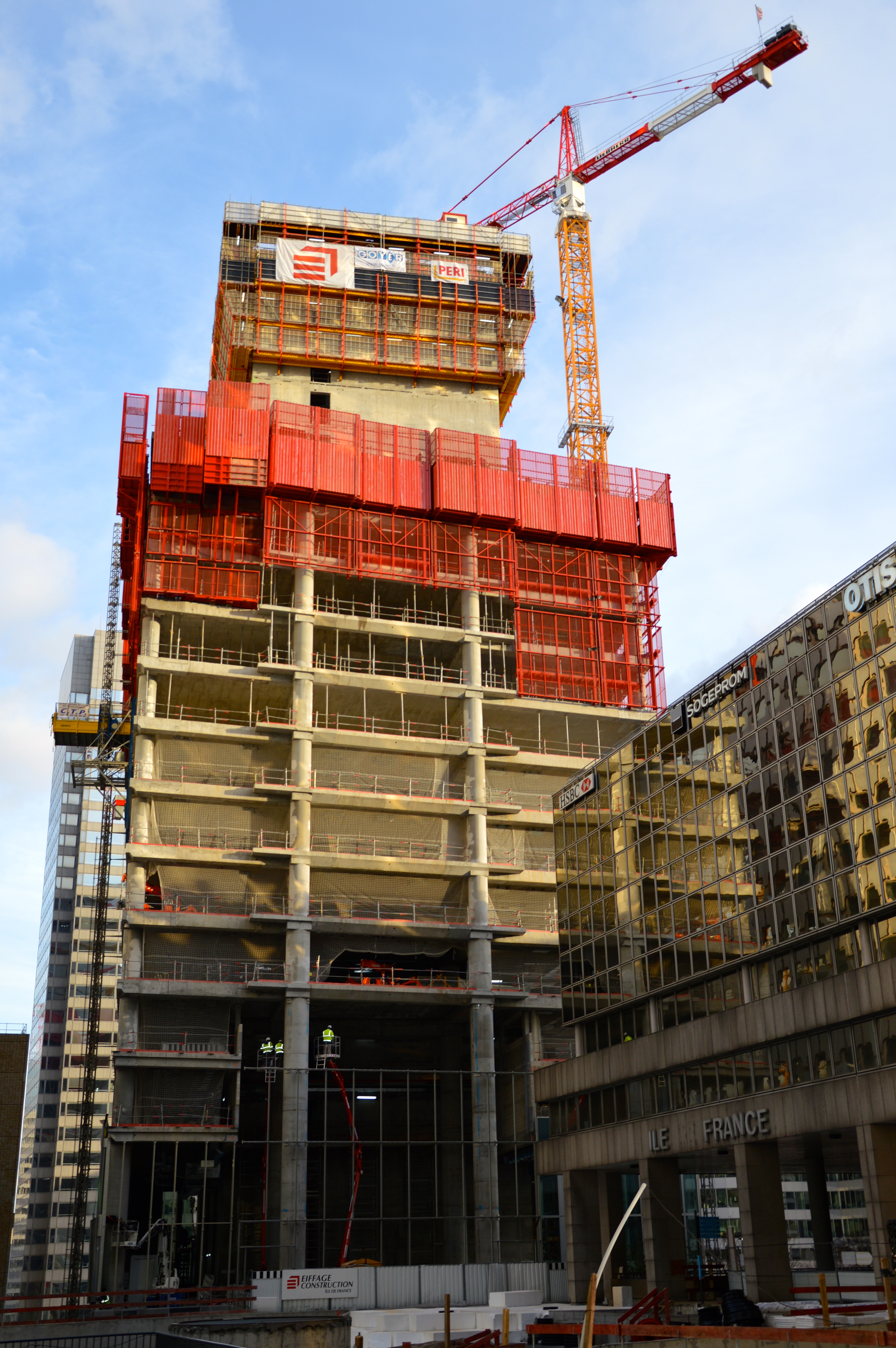
Février 2013.